# Кубань Озеро
Кубань Озеро — село в Елховском районе Самарской области в составе сельского поселения Берёзовка. 

## География
Находится на расстоянии примерно 20 километров по прямой на запад-северо-запад от районного центра села Елховка.

## История
Известно с XIX века. На 1910 год учтено 202 двора, 888 жителей, татары, есть мечеть.  

## Население
Постоянное население составляло 97 человека (татары 94%) в 2002 году, 97 в 2010 году.